# Szarvaskő (Horvátország)
Szarvaskő (horvátul: Jelengrad) egy várrom Horvátországban, a Sziszek-Monoszló megyei Katoličko Selišće határában, a Monoszlói-hegység területén.

## Fekvése
A vár a Monoszlói hegység (Moslavačka gora) közepén, egy hosszan ereszkedő hegynyúlvány végében, egy mély völgy, a Jelenska-patak völgye feletti magaslaton található.

## Története
Talán a tatárjárás után királyi rendeletre épített várak közé tartozik, de erről semmilyen adat nincs. A várat először 1460. január 22-én monoszlói Csupor György, a monoszlói pálos kolostornak tett adománylevelében említik először. Az adománylevelet innen keltezték, mely keltezés Szarvakő várunkban („In castro nostro Zarawaskeu”) alakban található az oklevélben. A Csupor család magvaszakadtával II. Ulászló király 1493-ban erdődi Bakócz Tamásnak és testvérének, Miklósnak adta. 1498-ban Erdődy Bálinté, és még 1529-ben is az Erdődyeké volt. Ezután már nem említik, de vélhetően 1545-ben, amikor Monoszló vára török kézre került ezt is elfoglalta a török. Miután a török veszély elmúltával jelentősége megszűnt feltehetően elhagyták.

## A vár mai állapota
Szarvaskő Garics vára mellett a Monoszlói-hegység másik legjobb állapotban fennmaradt vára, ám Gariccsal ellentétben Szarvaskőn nem maradtak fenn a falakon belüli épületek. Ellenben világosan látszanak a sáncok, a felvonóhíd és a kapu helye. A hegynyúlványon nyugat-keleti irányban húzódó vár mintegy 65 méter hosszú és 15 méter széles. A vár legjobban támadható nyugati oldalát egy kettős harántirányú árokkal és egy sarkantyú formájúra kiképzett falszakasszal, valamint az öregtoronnyal védték. A hosszan elnyúló déli és északi falat is egy mára csaknem feltöltődött árok és sánc kíséri. A vár bejárat keleten volt, amit egy mély árokkal, felvonóhidas híddal, valamint egy kaputorony jellegű építménnyel védtek. A várudvar hosszúkás volt, ahol egy ciszterna és két süppedés figyelhető meg, melyek épületek alapjai lehettek. Az alatta lévő völgy felé néző északi falon több ablaknyílás is látható, mely további épületekre utal. Szintén az északi falban, egy teljesen ép lépcső található, melyen át a falkoronát lehetett megközelíteni. A vár nyugati végében egy boltíves helyiség van, amit esőbeállóként használtak. Az épület északi falában még ma is láthatók a faragott konzolok, amelyek talán féltetőt tartottak, de lehetett egy lépcsőzet darabja is, mely az öregtorony emeleti részére vezethetett. Itt az erdő közepén a falak eléggé jó állapotban maradtak fenn. A várat még nagyon kevéssé tárták fel, látogatói pedig többnyire a hegymászók és esetleg a vadászok, akik gyakran járnak errefelé.